# Vega Baja de Granada

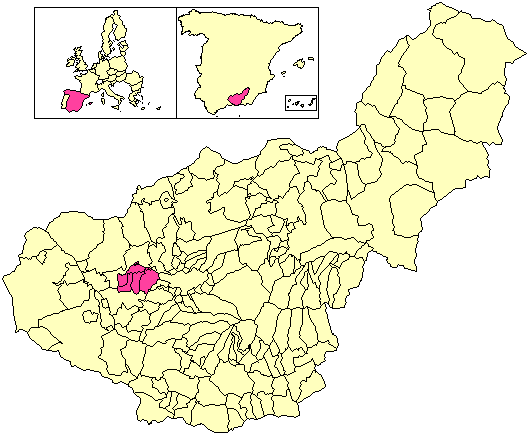
Situación de la Vega Baja en la provincia de Granada, antes de 2017.

La Vega Baja de Granada fue una agrupación voluntaria de municipios (mancomunidad) situada en la provincia de Granada, en España. Fue disuelta y liquidada en el año 2017 tras la creación años antes del Consorcio Vega-Sierra Elvira. Tenía como objetivo la administración de los residuos sólidos, servicios sociales, actividades culturales y deportivas de los municipios mancomunados, que se encontraban en la ribera del río Genil, todos ellos pertenecientes a la comarca de la Vega de Granada y al partido judicial de Santa Fe.
Esta entidad estaba formada por los siguientes municipios:
|                 | Municipio       | Superficie | Población (2009) | Densidad        | Ayto. (2015) | Pedanías                   |
| --------------- | --------------- | ---------- | ---------------- | --------------- | ------------ | -------------------------- |
| Chauchina       | Chauchina       | 21,21 km²  | 4.778 hab.       | 225,27 hab./km² | PSOE         | Romilla y Romilla la Nueva |
| Cijuela         | Cijuela         | 17,92 km²  | 2.857 hab.       | 159,43 hab./km² | PSOE         | -                          |
| Fuente Vaqueros | Fuente Vaqueros | 16,01 km²  | 4.395 hab.       | 274,52 hab./km² | PSOE         | La Paz                     |
| Láchar          | Láchar          | 13,12 km²  | 3.093 hab.       | 235,75 hab./km² | IULV-CA      | Peñuelas                   |
| Santa Fe        | Santa Fe        | 38,20 km²  | 15.430 hab.      | 403,93 hab./km² | PSOE         | El Jau y Pedro Ruiz        |
|                 | TOTAL           | 106,46 km² | 30.553 hab.      | 286,99 hab./km² |              |                            |